# 미우라군

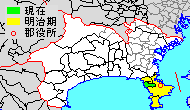
가나가와현 미우라군의 범위 (초록색:하야마정)

미우라군(일본어: 三浦郡)은 가나가와현의 군이다.
인구 30,527명, 면적 17.04km², 인구밀도 1,791명/km².(2025년 3월 1일, 추계인구)
이하 1정으로 구성된다.
- 하야마정(葉山町)

## 군역
행정 구역으로 발족 당시의 군역은 위의 하야마정 외에 현재의 행정 구역 상 아래 지역에 해당한다.
- 요코스카시(전역)
- 즈시시(전역)
- 미우라시(전역)

## 역사
미우라군은 고대에 사가미국의 군으로 미우라반도 전체를 포함하고 있었다. 헤이안 시대 말부터 센고쿠 시대까지 미우라씨가 지배했고 에도 시대에는 도쿠가와 막부의 직할령이었다. 메이지 유신 이후 1878년에 군구정촌편제법에 미우라군이 성립되었고 군 관공서를 요코스카정에 두었다.

### 근대 이후

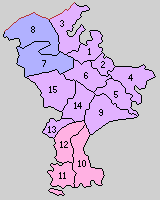
1.요코스카정 2.도시마촌 3.우라고촌 4.우라가정 5.구리하마촌 6.기누카사촌 7.하야마촌 8.다고에촌 9.기타시타우라촌 10.미나미시타우라촌 11.미사키정 12.핫세촌 13.나가이촌 14.다케야마촌 15.나카니시우라촌 (파랑:합병 안됨 보라:요코스카시 빨강:미우라시)

- 1889년 4월 1일 - 정촌제 시행으로 아래의 정촌이 발족[1].(3정 12촌)
  -     - 요코스카정(横須賀町): 현 요코스카시
    - 도시마촌(豊島村): 현 요코스카시
    - 우라고촌(浦郷村): 현 요코스카시
    - 우라가정(浦賀町): 현 요코스카시
    - 구리하마촌(久里浜村): 현 요코스카시
    - 기누카사촌(衣笠村): 현 요코스카시
    - 하야마촌(葉山村): 현 하야마정
    - 다고에촌(田越村): 현 즈시시
    - 기타시타우라촌(北下浦村): 현 요코스카시
    - 미나미시타우라촌(南下浦村): 현 미우라시
    - 미사키정(三崎町): 현 미우라시
    - 핫세촌(初声村): 현 미우라시
    - 나가이촌(長井村): 현 요코스카시
    - 다케야마촌(武山村): 현 요코스카시
    - 나카니시우라촌(中西浦村): 현 요코스카시
- 1903년 10월 1일 - 도시마촌이 정제 시행으로 도시마정(豊島町)이 됨.(4정 11촌)
- 1906년 12월 15일 - 도시마정이 요코스카정에 편입.(3정 11촌)
- 1907년 2월 15일 - 요코스카정이 시제 시행으로 요코스카시(横須賀市)가 되어, 군에서 이탈.(2정 11촌)
- 1911년 7월 1일 - 니시나카우라촌이 개칭하여 니시우라촌(西浦村)이 됨.
- 1914년 6월 1일 - 우라고촌이 정제 시행과 개칭으로 다우라정(田浦町)이 됨.(3정 10촌)
- 1924년 4월 1일 - 다고에촌이 정제 시행과 개칭으로 즈시정(逗子町)이 됨.(4정 9촌)
- 1925년 1월 1일 - 하야마촌이 정제 시행으로 하야마정(葉山町)이 됨.(5정 8촌)
- 1926년 2월 11일 - 나가이촌이 정제 시행으로 나가이정(長井町)이 됨.(6정 7촌)
- 1933년
  - 2월 15일 - 기누카사촌이 요코스카시에 편입.(6정 6촌)
  - 4월 1일 - 다우라정이 요코스카시에 편입.(5정 6촌)
- 1935년 7월 1일 - 니시우라촌이 정제 시행과 개칭으로 오쿠스정(大楠町)이 됨.(6정 5촌)
- 1937년 4월 1일 - 구리하마촌이 요코스카시에 편입.(6정 4촌)
- 1940년 4월 1일 - 미나미시타우라촌이 정제 시행으로 미나미시타우라정(南下浦町)이 됨.(7정 3촌)
- 1943년 4월 1일 - 우라가정·기타시타우라촌·다케야마촌·즈시정·나가이정·오쿠스정이 요코시카시에 편입.(3정 1촌)
- 1950년 7월 1일 - 요코스카시에서 구 즈시정 구역이 분리되어 즈시정(逗子町)[2]을 다시 설치함[3].(4정 1촌)
- 1954년 4월 15일 - 즈시정이 시제 시행으로 즈시시(逗子市)가 되어[4], 군에서 이탈.(3정 1촌)
- 1955년 1월 1일 - 미나미시타우라정·미사키정·핫세촌이 합병하여 미우라시(三浦市)가 되어, 군에서 이탈.(1정)

### 변천 표
| 1889년 4월 1일   | 1889 - 1926                | 1889 - 1926                        | 1926 - 1944                       | 1926 - 1944                       | 1945 - 1954           | 1945 - 1954           | 1955 - 현재             |
| ---------------- | -------------------------- | ---------------------------------- | --------------------------------- | --------------------------------- | --------------------- | --------------------- | ----------------------- |
| 요코스카정       | 1907년 2월 15일 요코스카시 | 1907년 2월 15일 요코스카시         | 요코스카시                        | 요코스카시                        | 요코스카시            | 요코스카시            | 요코스카시              |
| 도요시마촌       | 1903년 10월 1일 도요시마정 | 1906년 12월 15일 요코스카정에 편입 | 요코스카시                        | 요코스카시                        | 요코스카시            | 요코스카시            | 요코스카시              |
| 기누가사촌       | 기누가사촌                 | 기누가사촌                         | 1933년 2월 15일 요코스카시에 편입 | 1933년 2월 15일 요코스카시에 편입 | 요코스카시            | 요코스카시            | 요코스카시              |
| 우라고촌         | 1914년 7월 1일 다우라정    | 1914년 7월 1일 다우라정            | 1933년 4월 1일 요코스카시에 편입  | 1933년 4월 1일 요코스카시에 편입  | 요코스카시            | 요코스카시            | 요코스카시              |
| 구리하마촌       | 구리하마촌                 | 구리하마촌                         | 1937년 4월 1일 요코스카시에 편입  | 1937년 4월 1일 요코스카시에 편입  | 요코스카시            | 요코스카시            | 요코스카시              |
| 우라가정         | 우라가정                   | 우라가정                           | 1943년 4월 1일 요코스카시에 편입  | 1943년 4월 1일 요코스카시에 편입  | 요코스카시            | 요코스카시            | 요코스카시              |
| 나가이촌         | 1925년 2월 2일 나가이정    | 1925년 2월 2일 나가이정            | 1943년 4월 1일 요코스카시에 편입  | 1943년 4월 1일 요코스카시에 편입  | 요코스카시            | 요코스카시            | 요코스카시              |
| 다케야마촌       | 다케야마촌                 | 다케야마촌                         | 1943년 4월 1일 요코스카시에 편입  | 1943년 4월 1일 요코스카시에 편입  | 요코스카시            | 요코스카시            | 요코스카시              |
| 기타시타우라촌   | 기타시타우라촌             | 기타시타우라촌                     | 1943년 4월 1일 요코스카시에 편입  | 1943년 4월 1일 요코스카시에 편입  | 요코스카시            | 요코스카시            | 요코스카시              |
| 나카니시우라촌   | 1911년 7월 1일 니시우라촌  | 1911년 7월 1일 니시우라촌          | 1935년 7월 1일 오쿠스정           | 1943년 4월 1일 요코스카시에 편입  | 요코스카시            | 요코스카시            | 요코스카시              |
| 다고에촌         | 1924년 4월 1일 즈시정      | 1924년 4월 1일 즈시정              | 1943년 4월 1일 요코스카시에 편입  | 1943년 4월 1일 요코스카시에 편입  | 1950년 7월 1일 즈시정 | 1954년 4월 1일 즈시시 | 즈시시                  |
| 하야마촌         | 1925년 1월 1일 하야마정    | 1925년 1월 1일 하야마정            | 하야마정                          | 하야마정                          | 하야마정              | 하야마정              | 하야마정                |
| 미사키정         | 미사키정                   | 미사키정                           | 미사키정                          | 미사키정                          | 미사키정              | 미사키정              | 1955년 1월 1일 미우라시 |
| 미나미시타우라촌 | 미나시시타우라촌           | 미나시시타우라촌                   | 1940년 4월 1일 미나미시타우라정   | 1940년 4월 1일 미나미시타우라정   | 미나미시타우라정      | 미나미시타우라정      | 1955년 1월 1일 미우라시 |
| 하세촌           | 하세촌                     | 하세촌                             | 하세촌                            | 하세촌                            | 하세촌                | 하세촌                | 1955년 1월 1일 미우라시 |